# اتو وکرلینگ
اتو وکرلینگ (انگلیسی: Otto Weckerling; ۲۳ اکتبر ۱۹۱۰ – ۶ مهٔ ۱۹۷۷) دوچرخه‌سوار اهل جمهوری دمکراتیک آلمان بود.